# Vagabundenkongress 1929
Der internationale Vagabundenkongress 1929 fand an Pfingsten 1929 vom 21. bis 23. Mai in Stuttgart statt. Trotz Bemühungen der Stadt und der Presse, den Kongress zu unterbinden, nahmen rund 500 Vagabunden teil.

## Vorgeschichte
Die Zahl der Arbeitslosen, die in der Weimarer Republik auf der Landstraße unterwegs waren, stieg von 70.000 (1929) auf 450.000 (1933). In dieser Zeit entstand ein Lebensgefühl, welches dem Vagabundieren eine Popularität verschaffte, was durch die Massenauflagen der Bücher von Jack London und B. Traven sowie der Kinofigur Charlie Chaplin versinnbildlicht wurde.
Dem Kongress vorangegangen war die 1927 von Gregor Gog ins Leben gerufene „Bruderschaft der Vagabunden“. Deren Schutzpatron war Till Eulenspiegel. Gog gab die Zeitschrift „Der Kunde“ heraus. Kunde war die Eigenbezeichnung der Vagabunden. Im April 1928 fand in Stuttgart der erste öffentliche Vagabundenabend statt. Hier begann die intensive Zusammenarbeit mit dem Malervagabunden Hans Tombrock. Zusammen mit den Malern Hans Bönnighausen und Gerhart Bettermann gründeten sie die „Künstlergruppe der Bruderschaft der Vagabunden“. Hier kam die Idee von einem ersten internationalen Vagabundenkongress auf.

## Ablauf des Kongresses
Der Kongress fand im Freien auf dem Stuttgarter Killesberg mit 500 Teilnehmern statt. Die Redebeiträge waren:
- Gregor Gog: „Was will die Bruderschaft der Vagabunden?“
- Heinrich Lersch: „Der Kampf um die Freiheit“
- Alfons Paquet: „Gruss der Dichter und Künstler aus aller Welt“
- Hans Tombrock: „Landschaft – Kunden – Vagabunden“
- Willi Hammelrath: „Kapitalistische Gesellschaft und Kunde“
- Phillip Hainz: „Justiz und Kunde“
- Rudolf Geist: „Der Kunde als revolutionärer Agitator“
- Jakobus Weidenmann: „Die Heimat der Heimatlosen“
- Karl Roltsch: „Von unterwegs. Sozialpolitische Erfahrungen eines akademischen Trippelfreiwilligen“

Die Literaturnobelpreisträger Knut Hamsun und Sinclair Lewis versandten Grußbotschaften. Gregor Gog gab die Parole „Generalstreik das Leben lang“ aus. Ein Teil des Vagabundenkonkresses wurde im Radio übertragen, darunter die Rede von Heinrich Lersch. Der Redakteur Fritz Seemann schrieb am 25. Mai 1929 im Prager Tagblatt: „Bei diesem Stuttgarter Sendeabend wurde echte Landstreicherkunst gespielt, gesungen, rezitiert und gesprochen.“
Die Stuttgarter „Stiftung Geißstraße 7“ gab 2004 anlässlich des 75. Jahrestages des ersten Vagabundenkongresses Pfingsten 1929 ein Gregor-Gog-Gedenkblatt heraus.